# Trận Maastricht
Trận Maastricht là một trong những trận đánh đầu tiên diễn ra trong chiến dịch tấn công Tây Âu của Đức Quốc xã năm 1940. Maastricht là một thành phố đầu mối của Hà Lan mà nếu làm chủ nó, quân Đức có thể đánh chiếm pháo đài chiến lược Eben-Emael của Bỉ, đồng thời chia cắt các lực lượng quân Đồng Minh ra làm đôi.
Cuộc tấn công các cây cầu tại Maastricht có kết nối chặt chẽ với kế hoạch táo bạo nhằm đột kích siêu pháo đài kiên cố Eben-Emael, nằm ngay phía tây nam Maastricht. Pháo đài này - được coi là một thành trì cực kỳ quan trọng của người Bỉ - kiểm soát phần lớn sông đào Albert, sông Meuse và 4 cây cầu khác. Một khi pháo đài này chưa bị triệt hạ, Sư đoàn Thiết giáp số 4 Đức sẽ còn gặp nguy hiểm.

## Bối cảnh và sự chuẩn bị của hai bên
Hitler đã tin rằng một trong những nguyên nhân làm thất bại kế hoạch Schlieffen của Đức trong chiến tranh thế giới thứ nhất là do tuyến đường tiến công bị giới hạn trong lãnh thổ Bỉ như một nút cổ chai. Vì thế, ông ta quyết định rằng cuộc tấn công của Đức nhất thiết phải đi qua khu vực phía nam của Hà Lan tại tỉnh Limburg, bao gồm cả tỉnh lỵ Maastricht. Đã có lúc, trong phiên bản thứ hai của "Kế hoạch Vàng" ngày 29 tháng 10, người Đức còn có ý định giới hạn cuộc xâm chiếm dọc theo một giới tuyến ở phía nam Venlo, tức là bỏ qua khu Pháo đài Holland nhưng vẫn phải đánh chiếm Maastricht.
Mục tiêu của người Đức trong chiến dịch này là chiếm giữ nguyên vẹn 3 cây cầu bắc qua sông sông Meuse (người Hà Lan gọi là sông Maas), gồm có: cầu St. Servaasbrug, cầu Wilhelminabrug và cây cầu đường xe lửa ở phía bắc, nhằm phối hợp với cuộc tấn công pháo đài Eben-Emael, giúp tăng viện một cách hiệu quả cho lực lượng khinh binh tại đó và bảo đảm một căn cứ chắc chắn cho cuộc vượt sông đào Albert.
Nhờ có nhiều dân cư của Maastricht là người Đức, tình báo Đức đã nắm được khá rõ về các chỉ thị của nhà cầm quyền, các biện pháp an ninh và các địa điểm chính xác nơi mà chất nổ được đặt. Từ đó họ vạch ra một kế hoạch với 2 bộ phận: một nhóm đặc nhiệm được đào tạo bài bản sẽ mặc quần áo dân sự và cố gắng phá hủy các khối chất nổ cùng ngòi nổ, còn nhóm thứ 2 là biệt kích giả làm nhân viên quân sự hay dân sự Hà Lan để đột kích các cây cầu. Nhiệm vụ này được giao cho tiểu đoàn Hocke (Hocke Sonderverband), với sự hỗ trợ của Tiểu đoàn Đặc nhiệm 100 (Battalion zum Besonderen Verwendung 100) có trang bị một số xe bọc thép và pháo phòng không cơ động.
Người Hà Lan cũng nhận thức được tầm quan trọng của thành phố cùng với những cây cầu tại đây, và thành phố được bố phòng khá đầy đủ so với phần còn lại của tỉnh. Tổng cộng lực lượng khoảng 750 người được bố trí bảo vệ các cây cầu và một vị trí mạnh được chỉ định. Trong đó, khoảng 200 người phụ trách trong khu vực biên giới với Bỉ. Hai đại đội (300 người) tạo thành tuyến phòng thủ vòng ngoài của thành phố. Họ được lệnh bảo vệ những rào chắn mà họ tự dựng lên, ngăn chặn đòn tấn công đầu tiên của quân địch và sau đó rút lui. Họ chỉ có hai khẩu súng chống tăng. Để đảm bảo trong trường hợp thành phố bị cô lập trước cuộc tấn công chớp nhoáng, một phòng tuyến thứ hai được thành lập chỉ với 100 người. Phần lực lượng còn lại - khoảng một đại đội - có một đồn gác thường trực tại ờ tây sông Maas và tại cả ba cây cầu.

## Đêm trước trận chiến
Nhóm đặc nhiệm "dân sự" Đức đã gặp khó khăn trong việc phá hủy các khối thuốc nổ trên cầu. 2 tốp trong số này đã bị bắt ngay lập tức. Tốp thứ ba, bao gồm 1 hạ sĩ quan Đức và 6 cộng tác viên Hà Lan, đã đến Maastricht vào tối ngày 9 tháng 5 và trú ẩn trong ngôi nhà của một công dân Đức trong thành phố. Tốp này có mục tiêu là cầu Wilhelminabrug. Thế nhưng họ đã uống rượu trong thời gian chờ đợi căng thẳng và đến sáng chỉ còn lại viên hạ sĩ quan và 1 cộng tác viên là còn khả năng hoạt động. 2 người đến cầu lúc 3h30, giả vờ là công nhân dân sự trà trộn trong một nhóm công nhân thật, nhưng lính gác Hà Lan vẫn phát hiện ra. Sau khi bị bắt giữ, họ kháng cự và cộng tác viên Hà Lan bỏ chạy với một khẩu súng lục cướp được, nhưng đã bị lính gác bắn chết. Mọi hoạt động phá hoại sau đó cũng đều bị thất bại.

## Trận chiến
Hệ thống cống phức tạp ở Borgharen - phía bắc Maastricht - là một trong những công trình thủy lợi không thể phá hủy. Có một trung đội bộ binh đồn trú tại đây. Ở gần cây cầu là một hầm chứa đại bác có đặt một khẩu súng máy yểm trợ. Sáng sớm hôm đó, một đội tuần tra 6 người bộ binh cơ giới Đức đã tiếp cận đồn gác bảo vệ ở phía đông. Họ là một nhóm trinh sát thuộc tiểu đoàn Hocke. Họ đã bị chặn lại và 4 người trong số đó bị bắt làm tù binh. 2 người còn lại chạy thoát được. Viên trung úy chỉ huy của Hà Lan tin là địch sẽ còn đến nữa, và ra lệnh cho người của mình chuẩn bị sẵn sàng. Không lâu sau, 2 tốp lính Đức xuất hiện - 1 tốp đi xe đạp và 1 tốp đi xe máy. Quân Hà Lan đợi họ tiến sâu khoảng 50 mét vào trong vùng phục kích rồi khai hỏa với 2 khẩu súng máy và toàn bộ súng trường sẵn có. Người Đức phải tạm thời rút lui. Tuy nhiên, ngay sau đó Đức đưa thêm quân đến tăng viện, lực lượng đồn trú ở bờ đông con sông ngày càng bị áp đảo. Họ cố gắng rút xuống cống, dù gặp nhiều khó khăn trước hỏa lực tăng cường của Đức. Lực lượng trú trong cống có thể tự mình chống trả được với quân Đức, nhưng đội ở phía đông nam chịu trách nhiệm phòng thủ lối vào phía bắc Maastricht, đã phải chịu thua sau khi khẩu súng máy của họ bị hỏng. Một khoảng trống xuất hiện tại tuyến phòng thủ ngoại vi thành phố và sớm bị quân chủ lực Đức thâm nhập, gây tác động mạnh đến khu vực cống.
Trong khi đó, cuộc tiến quân của Tiểu đoàn Đặc nhiệm 100 (BtlzbV100) đã bị chậm trễ. Ngoài một vài con đường bị chặn đã được khai thông, thì những chiếc xe bọc thép và pháo phòng không cơ giới đã phải chiến đấu trên đoạn đường qua Rothem (đông bắc Maastricht] trước khi đến được tuyến phòng thủ vòng ngoài tại Mariënwaard. Nơi này được bảo vệ bằng một rào chắn bằng sắt hình chữ "T", và cả một khẩu súng chống tăng hiện đại. Nhưng không may là viên chỉ huy trung đội đã quên đóng chặt nó lại và đưa khẩu súng chống tăng ra khỏi vị trí của nó để... bắn máy bay! Kết quả là các xe cộ Đức có thể vượt qua tuyến phòng thủ bên ngoài mà không gặp khó khăn gì nghiêm trọng. Không chỉ có vậy, các đồn gác khác thuộc hệ thống phòng thủ ngoại vi cũng lần lượt thất thủ, vì đối phương đã sớm xuất hiện phía sau lưng họ.

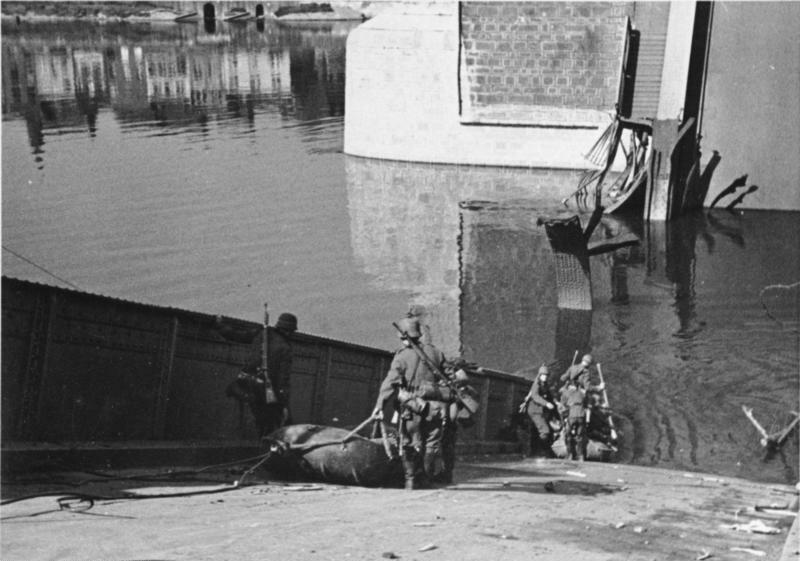
Cây cầu bị quân Hà Lan phá sập tại Maastricht

Sư đoàn Thiết giáp số 4 Đức đã gặp phải một số kháng cự tại Gulpen và bị trì hoãn mất vài giờ đồng hồ. Một lực lượng ở phía nam, được chỉ thị phải tiến quân vào Maastricht từ hướng nam, đã tiến quân được nhanh hơn. Họ đã xuất hiện trước tuyến phòng thủ ngoại vi tại Heugem luc 5h45. Tại đây các rào chắn đã được dựng lên và đóng chặt lại. Đơn vị đồn trú ở đây đã được lệnh lui sang bên kia sông Maas, vì rõ ràng là tuyến phòng thủ ngoại vi giờ đã bị chọc thủng.
Tiếp theo là các cuộc chiến chặn hậu của quân phòng thủ nhằm làm chậm bước tiến quân Đức. Khi các khẩu pháo cơ giới và xe thiết giáp thuộc Tiểu đoàn Đặc nhiệm 100 đã tiến qua thành phố trên đường đến các cây cầu quan trọng, thì tại Akerstraat - gần nhà ga - một trong những nhóm chặn hậu Hà Lan đã chốt ở vị trí này. Họ có 2 khẩu súng chống tăng 20 ly. Khi chiếc xe thiết giáp Đức đầu tiên tiếp cận, họ đã nổ súng ngay lập tức. Đại bác và súng máy Đức cũng khai hỏa. Quân phòng thủ đã hạ được 2 xe bọc thép đi đầu và có thể cả chiếc thứ ba. Những chiếc xe bị hỏng đã cản đường số xe còn lại. Người Đức đã cố gắng để di dời các thương binh ra khỏi xe. Trong khi đó, có thêm ngày càng nhiều bộ binh và súng chống tăng Đức được triển khai. Các bao cát ẩn nấp của 20 quân phòng thủ đã bị bắn tan nát thành từng mảnh trước hỏa lực dữ dội của Đức. Người Đức đã phải ngạc nhiên khi số lượng lớn đạn từ súng phóng lựu 20 ly và súng máy vẫn chưa được đánh gục được đối phương. Khi bộ binh Đức sắp đến được vị trí của mình, viên trung sĩ chỉ huy Hà Lan đã ra lệnh rút lui có tổ chức. Họ đã an toàn đến được bờ tây sông Maas không lâu sau đó.
Cây cầu cổ St. Servaasbrug - mục tiêu của Tiểu đoàn Đặc nhiệm 100 và Sư đoàn Thiết giáp số 4 - đã bị phá sập lúc 6 giờ, khi những chiếc xe bọc thép đầu tiên xuất hiện trong tầm nhìn. Mười lăm phút sau, đến lượt cầu Wilhelminabrug. Nỗ lực của Đức nhằm đánh chiếm nguyên vẹn những mục tiêu quan trọng này đã trở nên vô ích. Giờ chỉ còn lại duy nhất cây cầu đường xe lửa. Đó là một địa điểm vượt sông rất thích hợp cho xe tăng, và chỉ có 35 lính Hà Lan phòng thủ với 1 súng máy hạng nặng, 3 súng máy hạng nhẹ và 2 súng chống tăng.
Đến từ phía bắc là phần còn lại của tiểu đoàn Hocke. Súng chống tăng và súng máy hạng nặng của Hà Lan đã tấn công vào ngay đầu đội hình xe cộ Đức. Đặc biệt, súng chống tăng đã tỏ ra rất hiệu quả trong cuộc chiến này. Quân Đức nhảy ra khỏi ô tô và xe đạp để trú ẩn trong nhà máy. Sau đó họ đã cố gắng tiến về phía cầu. Quân phòng thủ Hà Lan rút hết sang bờ tây và đóng chặt các cửa sắt. Những lính Đức đầu tiên, dưới sự chỉ huy của sĩ quan Trung úy Hocke, đã trèo qua cánh cổng. Một số bị hạ bởi hỏa lực Hà Lan, còn những người khác đã đến được cây cầu. Đúng lúc đó thuốc nổ được kích hoạt, cây cầu đổ sập xuống sông (lúc 6h20), kéo theo số lính Đức, bao gồm cả Hocke.
Sau khi toàn bộ cầu trên sông Maas bị phá hủy, nhiệm vụ còn lại của người Hà Lan là cầm chân quân Đức càng lâu càng tốt. Tại các cây cầu đã bị phá ở Maastricht, một vài đơn vị rải rác của Hà Lan đã làm cho quân Đức phải khốn khổ. Quân Hà Lan đã phân tán ra nhiều điểm chiến lược trong đó có một đội bắn tỉa trên các ngọn tháp của cầu. Khi người Đức mạo hiểm đặt một khẩu súng chống tăng phía trước cây cầu, chĩa sát vào St. Servaasbrug, quân Hà Lan ngay lập tức tiêu diệt toàn bộ khẩu đội. Một khẩu đội mới cũng chịu chung số phận. Một số ít các xuồng cao su đã thử vượt sông Maas nhưng bị bắn ra thành từng mảnh. Sau đó quân Đức đã rút khỏi vị trí này.

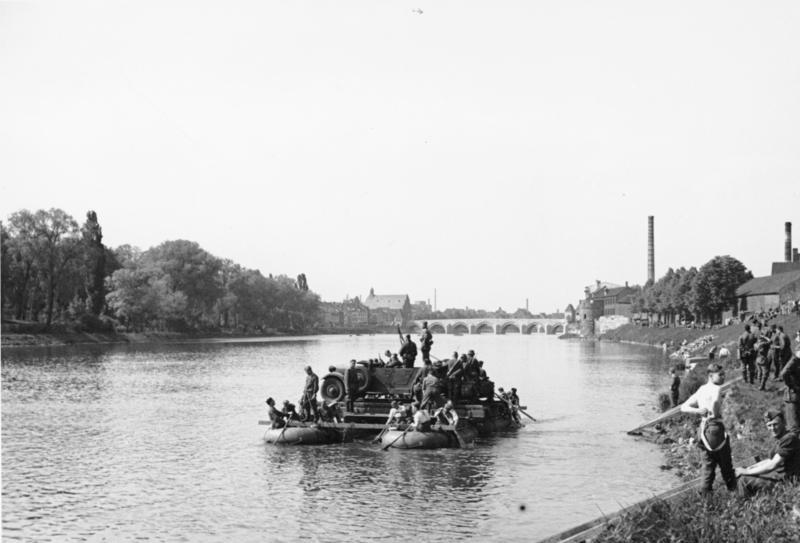
Quân Đức vượt sông Meuse, ngày 10 tháng 5 năm 1940

Ở phía nam Maastricht - tại núi Saint Peter - 5 khẩu súng máy hạng nặng và một số súng máy hạng nhẹ đã tấn công một đội trinh sát thuộc Sư đoàn Thiết giáp số 4 Đức. Một số xe - trong đó một xe bọc thép hạng nhẹ - đã bị phá hủy. Do hỏa lực này người Đức đã không thể tiêu diệt các rào chắn được dựng lên tại bờ tây sông Meuse.
Cây cầu đường sắt đã bị phá hủy là nơi chiến sự diễn ra ác liệt nhất. Phần còn lại của tiểu đoàn Hocke đã được quân chủ lực Đức tăng viện đã tới đây. 2 xe bọc thép đã cố gắng tiến đến bờ đông con sông nhưng bị 2 khẩu súng chống tăng phá hủy. Ngoài ra còn 1 xe tăng hạng nhẹ khác cũng bị súng chống tăng loại khỏi vòng chiến. Quân Đức bị thiệt hại rất nhiều. Tuy nhiên, đến 7h45 có thêm 3 xe thiết giáp và 1 đại bác cơ giới Đức của Tiểu đoàn Đặc nhiệm 100 tới nơi. Tình hình nhóm khinh bộ binh Hà Lan trở nên nguy kịch. Nhiều quân phòng thủ đã bị giết hay bị thương bởi hỏa lực Đức, và một trong 2 khẩu súng chống tăng đã bị bắn hỏng. Họ liền liên lạc với tổng hành dinh địa phương để báo cáo tình hình. Và rõ ràng là sau cuộc liên lạc đó, quân Hà Lan tại Maastricht đã được lệnh ngừng chiến đấu.
Trung tá Govers - viên tư lệnh địa phương tại Limburg - sau đó đã tổ chức một cuộc họp lúc 7 giờ hôm ấy. Kế hoạch tác chiến của Đức đã được tìm thấy trong người một trong những tù binh bắt được hồi sáng. Toàn bộ các đơn vị Đức đều được đề cập đến trong kế hoạch cùng với bản đồ và các chỉ dẫn. Rõ ràng là tất cả các cây cầu đã bị phá, và toàn bộ sư đoàn xe tăng Đức đã được triển khai ở Nam Limburg. Govers chỉ còn lại 2 đại đội dưới quyền, mà không có súng chống tăng hay pháo binh. Thành phố cổ Maastricht - cùng với tất cả di sản văn hóa của nó - không nên chịu tổn hại hơn mức cần thiết. Kết quả cuộc họp là mọi sự chống cự tại trong và xung quanh Maastricht (hệ thống phòng ngự cuối cùng còn đứng vững của Limburg) đều chấm dứt. Đích thân Govers đi tới cầu Wilhelminabrug với đề nghị ngừng bắn. Ngay sau đó liên lạc được thiết lập. Lúc 9h30, tất cả quân Hà Lan tại Maastricht và vùng lân cận đã đầu hàng.

## Kết quả
Người Đức đã lên kế hoạch cho quân tiên phong và bộ binh đi trước tiếp cận các cây cầu và pháo đài Eben-Emael của Bỉ lúc 10 giờ ngày 10 tháng 5, trước khi các đơn vị hạng nặng đến nơi trong ngày 11 tháng 5. Thế nhưng cây cầu phao được dựng lên thay thế cho chiếc cầu đường sắt đã bị phá hủy trên sông Maas đã không thể sẵn sàng sử dụng trước 8 giờ sáng ngày 11. Điều này khiến cho cuộc tấn công cuối cùng của Đức vào Eben-Emael sau đó phải bắt đầu muộn hơn nhiều, và pháo đài này chỉ đầu hàng vào lúc 11h20 ngày 11 (giờ Hà Lan), chậm 24 giờ so với dự kiến của Đức.
Tuy nhiên đây chỉ là một chi tiết nhỏ trong toàn bộ Kế hoạch Vàng. Trên thực tế, tốc độ tiến quân chậm chạp của Đức tại khu trung tâm của mặt trận này giúp cho người Đức nhiều hơn so với Đồng Minh, vì Đức đã dự định thu hút quân Pháp và Anh tiến càng nhiều càng tốt vào lãnh thổ Bỉ. Thực tế là các trận chiến trên các kênh đào Albert đã làm họ tốn nhiều thời gian hơn một chút so với kế hoạch nhưng không nghiêm trọng, mặc dù những người vạch định kế hoạch của Đức đã khá khó chịu bởi sự trì hoãn dọc theo sông Meuse này. Việc người Đức kiểm soát được kênh đào Albert là không thể tranh cãi. Những kết quả của thất bại tại Maastricht và kênh đào Albert không được đánh giá cao như là một thành tích đáng kể của các lực lượng Hà Lan và Bỉ, mặc dù những thành quả của một số đơn vị Hà Lan ở Limburg với những trang bị vũ khí hạn chế của họ có thể được coi là xuất sắc.

## Thiệt hại
Trận chiến ở Nam Limburg (khu vực Roosteren - Maastricht) đã làm chết 47 binh lính Hà Lan (2 sĩ quan, 7 hạ sĩ quan, 38 hạ sĩ và binh lính). Thiệt hại của Đức không được rõ ràng về chi tiết - dù ở một số nơi cũng có các số liệu chính xác. Ước tính khoảng 130-190 lính Đức chết khi trong cuộc chiến ở phía nam, tính cả ở các cây cầu tại Vroenhoven và Veldwezelt của Bỉ. Sau trận chiến, người ta tìm thấy 186 xác lính Đức tại Ysselsteyn, trong số này có thể có những người bị chết vì vết thương ở nơi khác. Tài liệu của Đức xác nhận rằng có 9 xe thiết giáp và xe tăng đã bị phá hủy tại Limburg. Ngoài ra còn 10 máy bay Đức (chủ yếu là loại Ju-52 và Ju-87) bị rơi hay bị bắn hạ ở Nam Limburg.
Riêng tiểu đoàn Hocke Đức đã bị thiệt hại đáng kể. Nhiều báo cáo nói có khoảng 100 người chết và bị thương và tướng Đức Melzer cũng nhận xét: "Cả hai đơn vị đều chịu tổn thất nặng nề, đặc biệt là đại đội xe đạp". Vì là một đơn vị bí mật, nên không có báo cáo chính thức của Đức về số quân tử trận của đơn vị này, chỉ có 13 người được ghi nhận, trong đó có chỉ huy tiểu đoàn, Hans-Joachim Hocke.